# بلک کانیون سیتی (آریزونا)
بلک کانیون سیتی (به انگلیسی: Black Canyon City) یک منطقهٔ مسکونی در ایالات متحده آمریکا است که در شهرستان یاواپای، آریزونا واقع شده‌است. بلک کانیون سیتی ۶۲٫۸۶ کیلومتر مربع مساحت و ۵٬۵۷۵ نفر جمعیت دارد و ۶۱۰ متر بالاتر از سطح دریا قرار دارد.